# Lars Calicius den äldre
Lars Calicius den äldre, född på 1610-talet i Kalix socken, död 21 januari 1689 i Nederkalix socken, var en svensk präst.

## Biografi
Calicius, som var bondson från Korpikå, blev student vid Uppsala universitet våren 1635. År 1639 ordinerades han till sacellan i sin hemförsamling. På Calicius' initiativ delades den stora Kalix socken år 1644, varvid Nederkalix och Överkalix bildade egna pastorat. Calicius blev då kyrkoherde i den senare församlingen. År 1656 fick han motsvarande tjänst i Nederkalix, där han verkade till sin död 1689. Han efterträddes av sonen Lars Calicius den yngre.

### Familj
Calicius var gift först med en dotter till sin företrädare i Nederkalix och sedan med Karin Larsdotter, som begravdes i Kalix kyrka 1673; året därpå hängdes en ljuskrona upp i kyrkan för att markera hennes grav.

## Källa
- L. Bygdén, Hernösands stifts herdaminne, 2, 1923

1. 1 2 3 4 5 6  Leonard Bygdén, Hernösands stifts herdaminne, 1923, s. 175-176, läs online.[källa från Wikidata]